# Tanith Lee

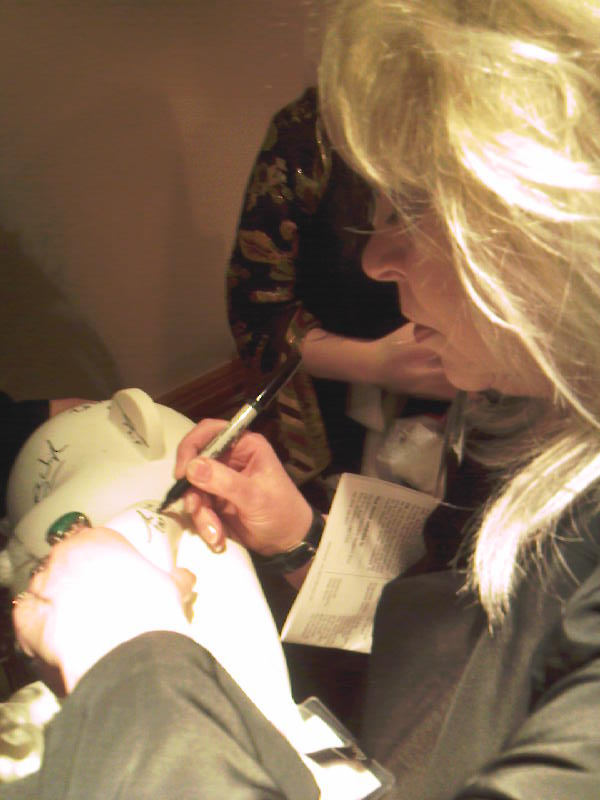
Tanith Lee signeert tijdens een fondsenwerving ter behoeve van the Alzheimer's Research Trust in het kader van de Match It For Pratchett campagne in 2011

Tanith Lee (Londen, 19 september 1947 – 24 mei 2015) was een Brits schrijfster.
Tanith Lee, ook weleens de kroonprinses van de fantastische roman genoemd, is gespecialiseerd in dark fantasy. Dark fantasy, ook wel black fantasy genoemd, is een subgenre binnen de fantasy waarin het duistere element centraal staat. In haar werk zijn steeds terugkerende thema's het christelijke, Egyptische en Keltische geloof, reïncarnatie, vampirisme en andere duistere kanten van het leven.
Ze was in de jaren 80 en 90 een van de leidende fantasy-schrijfsters en heeft meer dan 50 romans en bijna 200 korte verhalen geschreven.

## Biografie
Tanith Lee leerde pas lezen toen ze acht jaar oud was. Een jaar later schreef ze haar eerste verhaal. Na haar schooltijd had ze verschillende baantjes, waaronder als bibliothecaresse, winkelbediende en serveerster. Ook bezocht ze een jaar de kunstacademie, maar ze ontdekte dat haar interesses toch bij het schrijven lagen. In 1968 werd haar eerste verhaal gepubliceerd: Eustace. In 1971 kwam De Drakenschat, haar eerste roman uit. Haar doorbraak kwam in 1975, met Het Geboortegraf, dat werd genomineerd voor de prestigieuze Nebula Award. Vanaf 1976 wierp ze zich volledig op het schrijven. In 1976 schreef ze het eerste deel van haar Stormgebieder-trilogie en in 1978 begon ze met De Boeken van de Heren der Duisternis. Het grootste deel van haar verhalen is fantasy, maar ze schreef ook (vampier-)horror- en sciencefictionverhalen. In 1980-1981 schreef ze twee afleveringen voor de Britse sciencefictionserie Blake's 7.
Tanith Lee trouwde in 1992 met schrijver John Kaiine en woonde in de buurt van Brighton.
Ze overleed op 67-jarige leeftijd.

## Prijzen
- 1980 - British Fantasy Society's August Derleth Award voor Meester van de Dood
- 1983 - World Fantasy Award voor The Gorgon als beste korte verhaal
- 1984 - World Fantasy Award voor Elle est Trois (La Mort) als beste korte verhaal
- 1986 - Gilgamé Award voor Volkhavaar als beste Fantasy verhaal
- 1987 - Gilgamé Award voor Heerser van de Nacht als beste Fantasy verhaal
- 2014 - Bram Stoker Lifetime Achievement Award

## Trivia
- Ze hield van de muziek van Sergej Prokofjev, Dmitri Sjostakovitsj en Sergej Rachmaninov, verhalen van Colette, Graham Greene, William Shakespeare en Rebecca West, acteurs/actrices Vivien Leigh, Anjelica Huston, Elizabeth Taylor en Rutger Hauer. Ook hield ze van voetbal, dieren en boven alles van schrijven.[3]

### Geboortegraf-trilogie
- 1975 - Het Geboortegraf (The Birthgrave)
- 1978 - Schaduwvuur (Vazkor, Son of Vazkor)
- 1978 - De Witte Heks (Quest for the White Witch)

### Stormgebieder-trilogie
- 1976 - Stormgebieder (The Storm Lord)
- 1983 - Anackire
- 1988 - Het Witte Serpent (The White Serpent)

### De Boeken van de Heren der Duisternis
- 1978 - Heerser van de Nacht (Night's Master)
- 1979 - Meester van de Dood (Death's Master)
- 1981 - Meester van de Waan (Delusion's Master)
- 1986 - Vrouwe der ijlingen (Delirium's Mistress)
- 1987 - Prinses van de Nacht (Night's Sorceries)

### The Secret Books Of Paradys
- 1988 - The Book of the Damned
- 1988 - The Book of the Beast
- 1991 - Het Boek van de Doden (The Book of the Dead)
- 1993 - The Book of the Mad

### The Unicorn series
- 1991 - Black Unicorn
- 1994 - Gold Unicorn
- 1997 - Red Unicorn

### De Opera van het Bloed
- 1992 - De Dans van de Scarabae (Dark Dance)
- 1993 - Het Bloed van de Scarabae (Personal Darkness)
- 1994 - Ik, Duisternis (Darkness, I)

### Claidi Journals - Wolf Tower
- 1998 - Law of the Wolf Tower
- 2000 - Wolf Tower
- 2001 - Wolf Star
- 2001 - Queen of the Wolves
- 2002 - Wolf Wing

### The Secret Books of Venus
- 1998 - Faces Under Water
- 1999 - Saint Fire
- 2002 - A Bed of Earth
- 2003 - Venus Preserved

### Leowulf-trilogie
- 2004 - Schaduw van IJs (Cast a Bright Shadow)
- 2005 - Hel van IJs (Here In Cold Hell)
- 2007 - No Flame but Mine

### Piratica
- 2004 - Piratica: Being a Daring Tale of a Singular Girl's Adventure Upon the High Seas
- 2006 - Piratica II: Return to Parrot Island
- 2007 - Piratica III: The Family Sea

### Romans
- 1971 - De Drakenschat (The Dragon Hoard)
- 1972 - Animal Castle
- 1972 - Prinses Hynchatti en nog wat verrassingen (Princess Hynchatti & Some Other Surprises)
- 1975 - De Beker van Avillis (Companions on the Road)
- 1976 - Het Relikwie (The Winter Players)
- 1976 - De Jang-generatie (Don't Bite the Sun)
- 1977 - De Jang-generatie (Drinking Sapphire Wine)
- 1977 - Volkhavaar
- 1977 - Ten Oosten van Middernacht (East of Midnight)
- 1978 - Het Kasteel der Duisternis (The Castle of Dark)
- 1979 - Het Elektrische woud (Electric Forest)
- 1979 - Shon Bezeten (Shon the Taken)
- 1980 - Sabella (Sabella, or the Blood Stone)
- 1980 - Laat de Doden Sterven (Kill the Dead)
- 1980 - Dag bij Nacht (Day by Night)
- 1981 - Wolvenkinderen (Lycanthia, or The Children of Wolves)
- 1981 - The Silver Metal Lover
- 1982 - Prince on a White Horse
- 1982 - Cyrion en andere magistrale verhalen (Cyrion)
- 1983 - Red As Blood, or Tales from the Sisters Grimmer
- 1983 - Sung in Shadow
- 1985 - The Gorgon and Other Beastly Tales
- 1985 - Days of Grass
- 1986 - Dreams of Dark and Light
- 1988 - Madame Two Swords
- 1989 - Women as Demons: The Male Perception of Women through Space and Time
- 1989 - Forests of The Night
- 1989 - Ara (A Heroine of the World)
- 1990 - Het Bloed van Rozen (The Blood of Roses)
- 1992 - Heart-Beast
- 1993 - Elephantasm
- 1994 - Eva Fairdeath
- 1995 - Vrouwe van het Duister (Vivia)
- 1995 - Reigning Cats and Dogs
- 1996 - When the Lights Go Out
- 1996 - Louisa the Poisoner
- 1996 - The Gods Are Thirsty
- 1999 - Islands in the Sky
- 2000 - Wit als Sneeuw, Rood als Bloed (White As Snow)
- 2003 - Mortal Suns
- 2004 - 34 (als Esther Garber)
- 2004 - Fatal Women (als Esther Garber)
- 2004 - Death of the Day
- 2005 - Metallic Love
- 2006 - L'Amber
- 2013 - Cruel Pink

### Korte verhalen (selectie)
- 1976 - De witte vrouw (The Demoness)
- 1977 - De goden ontvlogen (Odds against de Gods)
- 1977 - Huzdra (Huzdra)
- 1978 - Zwart als een roos (Black as a Rose)
- 1978 - Winterwit (Winter With)
- 1979 - De dool (The Thaw)
- 1979 - De ring vaarwel (Perifidious Amber)
- 1979 - Een nacht per jaar (One Night of the Year)
- 1979 - Schaakspel in het noorden (Northern Chess)
- 1979 - Slapende tijger (Sleeping Tiger)
- 1979 - Een duif als moordenaar (The Murderous Dove)
- 1979 - Deux amours d'une sorcière (Deux amours d'une sorcière)
- 1979 - De ring 'Vaarwel' (Perfidious Amber)
- 1983 - Rood als bloed (Red as blood)
- 1984 - Pijnbos (Pinewood)
- 1986 - In goud veranderen (Into Gold)
- 1987 - Huilen in de regen (Crying in the Rain)
- 1988 - Een madonna van de machine (A Madonna of the Machine)